# Slagader
Een slagader of arterie is een bloedvat dat zorgt voor het transport van bloed van het hart naar de rest van het lichaam. Het zorgt dus voor transport van zuurstofrijk bloed naar de rest van het lichaam (met uitzondering van de longslagader). Het slagaderstelsel voert bloed vanuit het lichaam naar de gebruikers, namelijk de organen en weefsels. Een slagader bestaat uit twee compartimenten, de dikke wand en een kleine holte.
De naam 'slagader' verwijst naar het feit dat men aan een arterie het hart kan voelen kloppen, omdat de daarmee gepaard gaande drukwisselingen zich in de slagaders voortplanten.
De diameter van het lumen van een slagader ligt tussen ongeveer 2,5 cm en (veel) minder dan een millimeter. Hieromheen liggen wanden die maximaal ongeveer 1,5 mm dik zijn. Om de ruimte waar het bloed stroomt, zit eerst een enkele laag endotheel. Hieromheen is een laag glad spierweefsel. Deze laag is dikker dan de gladde spiercellaag van de aders. Hieromheen zit de buitenste laag, bestaande uit bindweefsel.
Enkele grote slagaders zijn onder meer:
- de aorta of lichaamsslagader, verbindt het hart met de gewone slagaders
- de kransslagaders, die het hart zelf van bloed voorzien
- de longslagader, die zuurstofarm bloed van het hart naar de longen transporteert
- de hoofdslagaders, deze zorgen voor de bloedvoorziening van de hersenen en het aangezicht

## Op alfabet
- Aorta
- Arteria axillaris
- Arteria basilaris
- Arteria brachialis
- Arteria carotis communis
- Arteria centralis retinae
- Arteria cerebri anterior
- Arteria cerebri media
- Arteria cerebri posterior
- Arteria facialis
- Arteria femoralis
- Arteria hepatica communis
- Arteria iliaca communis
- Arteria iliaca externa
- Arteria iliaca interna
- Arteria iliolumbaris
- Arteria maxillaris
- Arteria meningica media
- Arteria mesenteria inferior
- Arteria mesenteria superior
- Arteria ophthalmica
- Arteria ovarica
- Arteria pulmonalis
- Arteria profunda brachii
- Arteria radialis
- Arteria renalis
- Arteria spinalis anterior
- Arteria subclavia
- Arteria testicularis
- Arteria ulnaris
- Arteria umbellicalis
- Arteria vertebralis